# 团练
团练是中國古代的地方民兵制度（在鄉間的民兵亦稱「鄉兵」）。孙鼎臣据《周禮》：“今之团练乡兵，其遗意也”，“无比闾族党则伍两卒旅为乌合之兵；无保甲则乡兵为乌合之民”。

## 民兵起源
源於周朝時的保甲制，使民“相保相受”、“相及相共”，“五家为比使相保，五比为闾使相受，四闾为族使相葬，五族为党使相救，五党为州使相賙，五州为乡使相宾。族施邦比之法，十家十人八闾俱为联，使之相保相受，刑罚庆赏相及相共。”，春秋時，齊相管仲嚴行“什伍法”：“輔之以什，司之以伍，伍無非其人，人無非其裏，裏無非其家”，使“奔逃者無所匿，遷徙者無所容，不求而約，不召而來”。至五代後晉，發展出民壯、弓手、團練等各類鄉兵。

## 唐宋
唐代設有團練使一職，類似民間的自衛隊隊長，以管理团练事务。宋代置诸州团练使，北宋蘇軾曾任黃州團練副使。直到明代才取消团练使。

## 明朝
明代取消團練使，改以按察使、兵備道分統團練諸務。
顺治二年（1645年5月）夏，大順皇帝李自成在湖北通山九宮山死於地主團練之手，當時跟隨在他身邊的只有義子張鼐和二十餘名士卒。

## 清朝
起源于19世纪初嘉庆时期对分散式的川楚白蓮教起義，當時八旗、綠營嚴重腐化，擾民有餘，不足以禦敵，合州知州龔景瀚上《堅壁清野並招撫議》，建議設置團練鄉勇，令地方绅士训练乡勇，清查保甲，坚壁清野，地方自保。办团经费均来自民间，且由练总练长掌握。

### 鄉勇
鴉片戰爭時，两广总督林則徐在广东三江入海口各鄉鎮組織鄉勇及民團抵抗英國皇家海軍，取得成功。团练開始被收編於清军正規軍。

### 湘軍
咸丰元年，湖南人罗泽南的學生王錱开始编练民兵。至咸丰年间太平天国爆发后，曾國藩于1854年初以團練為基礎，加上兵勇、伕役工匠等編成陸軍十三營六千五百人、水師十營五千人，共一萬七千人，人稱“湘勇”或“湘軍”，“兵隨將轉，兵為將有”，全軍只服從曾國藩一人。湘軍驍勇善戰，成為清軍主力，鼎盛時兵力達五十多萬人，因而有“無湘不成軍”的民諺。民國時亦有言：“中国若是古希臘，湖南定是斯巴達；中國若是德意志，湖南即是普魯士。”

### 引用
1. ↑  盛康輯：《皇朝經世文續編》卷八十一，孫鼎臣：《論兵》三
2. ↑  夏征农，陈至立主编；熊月之等编著. . 上海：上海辞书出版社. 2013.12: 49. ISBN 7-5326-4071-X.
3. ↑  《周禮注疏》卷十，《地官司徒·大司徒》。引自《十三經注疏》
4. ↑  《山东军兴记略》卷二二，《中国近代史料丛刊·捻军》（四），425页，上海人民出版社1957年版。
5. ↑  （美）魏斐德著. . 北京：新星出版社. 2014.08: 21–25. ISBN 978-7-5133-1531-9.
6. ↑  蒋星德著. . 重庆：重庆出版社. 2016.06: 209. ISBN 978-7-229-11039-0.